# Costus stenophyllus
Costus stenophyllus là một loài thực vật có hoa trong họ Costaceae. Loài này được Standl. & L.O.Williams mô tả khoa học đầu tiên năm 1952.

## Hình ảnh

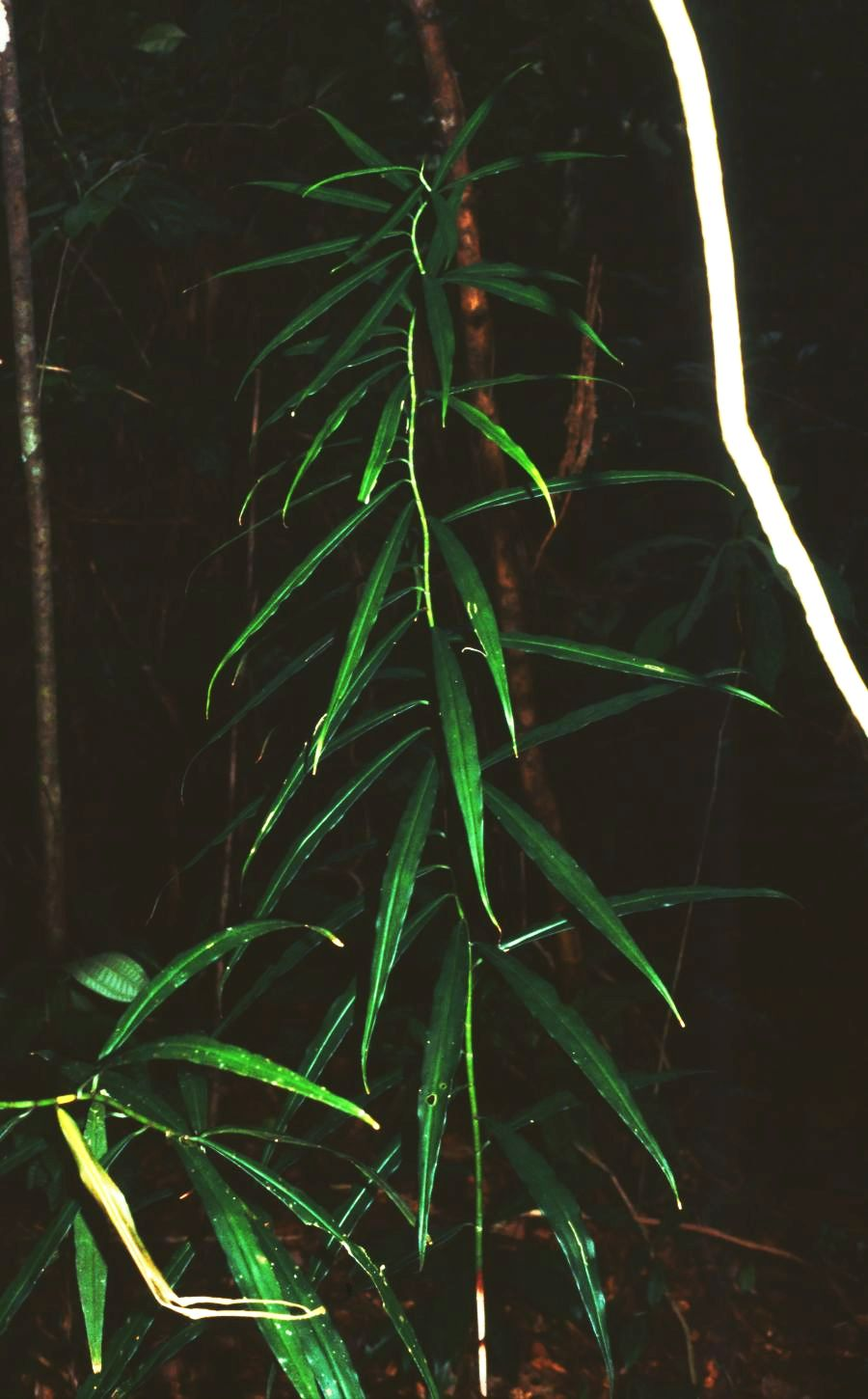